# Faou
Faou é uma comuna francesa na região administrativa da Bretanha, no departamento Finisterra. Estende-se por uma área de 11,89 km². Em 2010 a comuna tinha 1 776 habitantes (densidade: 149,4 hab./km²).
Pertence à rede das As mais belas aldeias de França.